# Tucson Estates
Tucson Estates es un lugar designado por el censo ubicado en el condado de Pima en el estado estadounidense de Arizona. En el Censo de 2010 tenía una población de 12 192 habitantes y una densidad poblacional de 362,22 personas por km².

## Geografía
Tucson Estates se encuentra ubicado en las coordenadas 32°10′45″N 111°7′31″O / 32.17917, -111.12528. Según la Oficina del Censo de los Estados Unidos, Tucson Estates tiene una superficie total de 33.66 km², de la cual 33.66 km² corresponden a tierra firme y (0%) 0 km² es agua.

## Demografía
Según el censo de 2010, había 12.192 personas residiendo en Tucson Estates. La densidad de población era de 362,22 hab./km². De los 12.192 habitantes, Tucson Estates estaba compuesto por el 79.99% blancos, el 1.58% eran afroamericanos, el 2.05% eran amerindios, el 1.07% eran asiáticos, el 0.11% eran isleños del Pacífico, el 12.36% eran de otras razas y el 2.84% pertenecían a dos o más razas. Del total de la población el 32.38% eran hispanos o latinos de cualquier raza.